# Artrópode
Artrópodes (arthropoda, do grego arthros (ἄρθρον), articulado e podos (ποδός), pés) são um filo de animais invertebrados que possuem exoesqueleto rígido e vários pares de apêndices articulados, cujo número varia de acordo com a classe.
Compõem o maior filo de animais existentes, representados por animais como os gafanhotos (insetos), as aranhas (aracnídeos), os caranguejos (crustáceos), as centopeias (quilópodes) e os piolhos-de-cobra (diplópodes). Têm cerca de um milhão de espécies descritas, e estima-se que os representantes deste filo equivalem a cerca de 84% de todas as espécies de animais conhecidas. Possuem uma ampla gama de cores e formatos, e no que diz respeito ao tamanho, alguns vão desde as formas microscópicas, como no plâncton (com menos de 1/4 de milímetro), até crustáceos com mais de 3 metros de espessura.
Sua existência é datada nos registros fósseis desde o período Cambriano (há cerca de 542 a 488 milhões de anos), onde criaturas como as Trilobitas eram encontradas em abundância nos oceanos. Algumas teorias sobre a origem deste filo sustentam que os ancestrais dos artrópodes podem ter sido os anelídeos (vermes de corpo segmentado em anéis) ou de algum outro ancestral em comum.
Os artrópodes habitam praticamente todos os tipos de ambientes no planeta, sejam eles aquáticos ou terrestres. Mesmo nos lugares mais inóspitos e sob temperaturas baixíssimas, como nas geleiras da Antártida, é possível encontrar a presença dos artrópodes. Alguns dentre a classe dos insetos, representam os únicos invertebrados que possuem a capacidade de voar. Também se encontram alguns que são parasitas e outros que apresentam características simbióticas. Muitos destes animais estão diretamente ligados ao ser humano, seja por serem utilizados como alimento, como também por causarem prejuízos na saúde e na agricultura.

## Etimologia
A palavra artrópode vem do grego ἄρθρον árthron 'articulação', e πούς pous (gen. ποδός podos) 'pés', que juntos significam "pés articulados", com a palavra "artropodes" inicialmente usada em descrições anatômicas de Barthélemy Charles Joseph Dumortier publicadas em 1832. A designação "Arthropoda" parece ter sido usada pela primeira vez em 1843 pelo zoólogo alemão Johann Ludwig Christian Gravenhorst (1777-1857).

## Diversidade
Os artrópodes compreendem o maior filo animal com estimativas do número de espécies variando de 1.170.000 a entre 5 e 10 milhões e representando mais de 80% de todas as espécies animais vivas conhecidas. Dentre os artrópodes se destacam os insetos, subfilo que apresenta mais espécies descritas do que qualquer outro grupo taxonômico.
O número total de espécies de artrópodes, porém, é difícil de determinar. Como exemplo, um estudo realizado em 1992 estimou que havia 500.000 espécies de animais e plantas somente na Costa Rica, das quais 365.000 eram artrópodes.

## Descrição
Os artrópodes têm apêndices articulados; o corpo segmentado, envolvido num exoesqueleto de quitina (números da imagem acima). Os apêndices estão especializados para a alimentação, para a percepção sensorial, para defesa e para locomoção. São estas "pernas articuladas" que dão o nome ao filo e que o separam dos filos mais próximos, os Onychophora e os Tardigrada. O exoesqueleto é uma camada de cutícula quitinosa que reveste externamente todo o corpo dos artrópodes. Ele apresenta placas articuladas e contínuas. A presença de fenol na placa a deixa mais rígida e com a cor mais escura.
Eles são animais metamerizados, isto é, têm corpo segmentado, mas sua metameria não é tão evidente como a dos anelídeos; isso porque sua metameria heterônoma: os metâmeros (segmentos) diferenciam-se durante o seu desenvolvimento, alguns deles fundindo-se para a formação de tagmas que, como nos insetos, são tipicamente a cabeça, o tórax e o abdómen.
Entre as diferentes classes de artrópodes há casos em que dois ou mais tagmas se unem formando uma única peça como é o caso de certos grupos de crustáceos em que os tagmas cabeça e tórax se unem formando o cefalotórax e nos quilópodes e diplópodes em que o tórax se une com o abdômen formando o tronco. No subfilo Chelicerata os tagmas denominam-se prossoma (que corresponde ao cefalotórax) e opistossoma (que corresponde ao abdômen).
O primeiro segmento da cabeça é denominado ácron e normalmente suporta os olhos, que podem ser simples ou compostos. O último segmento do abdômen é terminado pelo télson. Cada segmento contém, pelo menos primitivamente, um par de apêndices.
Para poderem crescer, os artrópodes têm de se desfazer do exosqueleto "apertado" e formar um novo, num processo designado muda ou ecdise (a troca periódica do exoesqueleto, sendo o tempo e a quantidade de trocas variáveis de acordo com a espécie e as condições ambientais). O ponto de começo da ecdise é na linha de muda.
Por fazerem mudas, eles fazem parte do clado Ecdysozoa, que é um dos maiores grupos do reino animal, incluindo ainda os nematódeos, os Nematomorpha, os Tardigrada, os Onychophora, os Loricifera, os Priapulida e os Cephalorhyncha.
Diferentemente de anelídeos e moluscos, a excreção dos artrópodes é realizada por Túbulos de Malpighi, ou por glândulas especializadas, e não por nefrídeos.
Muitos grupos de artrópodes respiram por um sistema de traqueias, túbulos que abrem para o exterior através de poros na cutícula chamados espiráculos, e que se estendem por todo o corpo, promovendo a troca de gases. Nos aracnídeos, existe também as chamadas filotraqueias ou pulmões foliáceos. Crustáceos respiram por brânquias e insetos aquáticos têm brânquias ligadas ao sistema de traqueias.
O sistema circulatório dos artrópodes consiste numa bateria de corações que se dispõem ao longo do corpo e que bombeiam a hemolinfa (o "sangue" destes animais na maior parte das vezes não contém hemoglobina, baseada em ferro, mas sim hemocianina, baseada em cobre), que se encontra banhando os tecidos. Uma das diferenças da hemoglobina dos vertebrados para a hemocianina é o fato de esta ser um pigmento azulado, pois em vez de ferro, possui cobre em seu princípio ativo, e ao reagir com o oxigênio, fica azulado, e quando livre do oxigênio, fica incolor. Nos insetos, os pigmentos respiratórios estão ausentes.
O sistema nervoso, de um modo geral, é como o dos anelídeos: gânglios cerebroides anterior dorsal, seguido de um par de nervos ventrais, com um par de gânglios por segmento. Porém nos artrópodes existe um alto grau de cefalização, o cérebro é formado pela fusão dos gânglios cerebroides, e tem três regiões distinguidas: o protocérebro, o deuterocérebro e o tritocérebro.
Os artrópodes são geralmente dioicos, com fecundação interna, utilizando de apêndices modificados para transferência de espermatozóides.
Embora alguns artrópodes tenham um padrão de desenvolvimento embrionário semelhante a dos anelídeos, na maior parte os ovos dos artrópodes são ricos em alimento e centrolécitos, a albummina, que fica no centro do ovo, deixando na periferia citoplasma sem albumina. Ocorre a clivagem superficial do ovo e o embrião desenvolve-se na periferia do ovo.
Os artrópodes são protostômios e possuem um celoma reduzido a um espaço à volta dos órgãos da reprodução e da excreção.

## Reprodução e desenvolvimento
Alguns artrópodes, como as cracas, são hermafroditas, ou seja, cada indivíduo apresenta ambos sexos. No entanto, a maioria das espécies apresenta indivíduos masculinos e femininos, e permanecem do mesmo sexo durante toda a vida. Algumas espécies de insetos e crustáceos podem se reproduzir por partenogênese, especialmente se as condições favorecerem uma “explosão populacional”. No entanto, a maioria dos artrópodes depende da reprodução sexuada.
Os artrópodes aquáticos podem se reproduzir por fertilização externa, como fazem, por exemplo, os caranguejos-ferradura, mas a maioria das espécies, sejam aquáticas ou terrestres se reproduzem por fertilização interna, onde os óvulos permanecem no corpo da fêmea e são fertilizados internamente pelos espermatozoides que devem ser inseridos no corpo da fêmea por meio de cópula. Alguns grupos, como os opiliões, alguns miriápodes e alguns crustáceos usam apêndices modificados, como gonópodes ou pênis, para transferir o esperma diretamente para a fêmea. No entanto, a maioria dos artrópodes terrestres machos produzem espermatóforos, pacotes impermeáveis de esperma que as fêmeas levam para dentro de seus corpos. Algumas dessas espécies dependem das fêmeas para encontrar espermatóforos que já foram depositados no solo, mas na maioria dos casos os machos só depositam espermatóforos mediante rituais complexos de cortejo.
A maioria dos artrópodes põe ovos, mas os escorpiões são ovovivíparos: eles produzem as formas jovens depois que os ovos eclodem dentro do corpo da mãe e algumas espécies são conhecidas por apresentar cuidados maternos prolongados.
Após a eclosão dos ovos, os indivíduos passam por um processo de desenvolvimento que pode ser direto ou indireto. Alguns eclodem como adultos em miniatura, outros porém passam por processos de metamorfose. Dentre os os que apresentam metamorfose, essa pode ser completa ou incompleta. A metamorfose incompleta ocorre quando dos ovos eclodem ninfas (as vezes denominadas náiades ou mesmo larvas) e destas emergem os adultos reprodutores. Já os que apresentam metamorfose completa dos ovos eclodem larvas (as vezes denominadas lagartas), as quais passam por um processo de metamorfose entrando em uma fase intermediária inativa (pupas) na qual os tecidos larvais são reorganizados e reutilizados para construir o corpo adulto. Os crustáceos geralmente eclodem como pequenas larvas de náuplios que são morfologicamente diferentes dos adultos pois possuem apenas três segmentos e pares de apêndices.

## Classificação e filogenia
Artrópodes são invertebrados protostomados do clado Ecdysozoa e constituem o filo mais biodiverso ocupando os uma vasta érea do nosso planeta, apresentando-se como um dos principais componentes de biomassa. Assim como apresentam uma vasta gama de comportamentos alimentares. sua diversidade e grande distribuição levam naturalmente a interações significativas com humanos, com doenças vetoriais, pragas agrícolas, polinizadores, fontes de alimentos dentre outros.

### Origem e evolução
O sucesso do Arthropoda é facilmente rastreado às vantagens significativas e diversas fornecidas por três características: apêndices articulados, um corpo metamérico (segmentado) geralmente dividido em segmentos fundidos (tagmata), e um exoesqueleto rígido composto principalmente por quitina.
Os dados evolutivos de Arthropoda já foram revistos por vezes. Porém, com o advento de novas técnicas moleculares foi possível uma escala filogenômica mais completa. Registros fosseis de Arthropoda, pertencente ao clado Ecdysozoa, são datados desde a radiação do terceiro estágio do Cambriano que descrevem sequencias de eventos que levaram inclusive a biomineralização, com de vestígios de Rusophycus e traços locomotores atribuídos a Diplichnitas, porém a datação molecular sugere que os artrópodes tiveram sua origem e diversificação inicial no Ediacarano e para Euarthropoda (Chelicerata + Mandibulata) sugere uma evolução inteiramente cambriana para este filo.
Estudos filogenéticos moleculares mostram a evolução da linhagem do dos artrópodes durante o Cambriano desde 518 milhões de anos atrás. A linhagem inclui grupos não biomineralizados, como Radiodonta que fornecem informações sobre a construção passo a passo da morfologia dos euartrópodes, incluindo o exoesqueleto, membros biramosos, segmentação e estruturas cefálicas. Grande parte de sua diversidade foi originada de variações de um plano corporal como resultante de mudanças adaptativas no genoma.
As relações dos principais clados de artrópodes há muito são controversas, porém se sabe que os onicóforos ou os tardígrados são os parentes mais próximos dos artrópodes. A base da árvore do panartrópode é ocupada por Onychophora, Tardigrada e uma série de lobópodes cambrianos. Estudos paleontológicos dispõe panartrópoda (Onychophora, Tardigrada e Arthropoda) como sendo monofiléticos, já que compartilham apêndices segmentais e características morfológicas semelhantes, e um RNAm que é sugerido como um caráter derivado compartilhado.
A linhagem de caule dos euartrópodes retrata um claro cenário de aquisição de caráter, desde a condição basal de um corpo anulado com membros lobópodes até níveis crescentes de artropodização.

### Caráter especial para evolução
Diversos estudos focam seus esforços na evolução de caráteres morfológicos externos que foram importantes no processo de irradiação dos artrópodes. Porém, análises mais detalhadas evidenciou que os sistemas internos, como por exemplo o sistema digestório, podem ter contribuído para esse sucesso. Essas estruturas teriam aumentado a eficiência no processamento de alimentos e manteria o nível de energia que esses organismos demandavam para os seus estilos de vida ativo, móvel e predatório. Essa inovação pode ter contribuído para o sucesso evolutivo dos artrópodes, permitindo explorar mais recursos alimentares e modos de vida.

### Classificação filogenética
Atualmente há um consenso de que o filo Arthropoda é monofilético (com base em evidências morfológicas, de desenvolvimento e moleculares) e que deve ter existido um ancestral comum que originou os Arthropoda, Tardigrada e Onycophora. Esse grupo é chamado de Panarthropoda e suas principais sinapomorfias são a presença de um exoesqueleto contendo quitina, sem colágeno, que sofre mudas, perda de cílios e redução do celoma. Um grupo monofilético é caracterizado por incluir o ancestral em comum mais recente do grupo e todos os descendentes desse ancestral.
Além dessas características, a monofilia de Arthopoda vem da presença compartilhada de pernas compostas por podômeros esclerotizados separados por artrodiais membranas, músculos que se fixam nos tendões intersegmentais, olhos compostos nos quais novos elementos oculares são adicionados em uma zona de proliferação nas laterais do campo ocular em desenvolvimento, e a presença de dois neurópilos ópticos.
Onychophora é tradicionalmente reconhecido como o grupo irmão de Arthropoda. A evidência que apoia essa relação deriva mais obviamente do sistema circulatório hemocélico aberto, com um coração dorsal apresentando óstios segmentares em ambos os grupos. Artrópodes e onicóforos compartilham a musculatura segmentar da perna (musculatura que é distinta em tardígrados), possuem nefrídios ou derivados nefridiais que surgem das paredes das cavidades celômicas e os onicóforos assim como os artrópodes possuem hemocianina. Essa relação entre os dois grupos é fortemente apoiada em análises amplamente amostradas de marcas de sequência expressa.

### Táxons

#### Mandibulata
Mandibulata é um grupo de artrópodes com mandíbulas como parte principal da boca do adulto. Dentre os representantes desse grupo estão Myriapoda e Pancrustacea (Crustacea + Hexapoda). A monofilia de Mandibulata é sustentado por uma série de caracteres compartilhado.
Outros táxons fósseis exibem uma mistura de caracteres de crustáceos, miriápodes e hexápodes, em particular os Tanazios silurianos. Originalmente referido aos crustáceos, os apêndices da cabeça foram subsequentemente reinterpretados como incluindo filamentos frontais. A posição de Tanazios no Mandibulata é ambígua, mas sua combinação de caracteres de crustáceos e miriápodes (por exemplo, tagmosis em uma cabeça e tronco homônomo) sugere sua relevância para rastrear as divisões basais entre as linhagens de mandibulados.
Uma hipótese mais antiga foi do grupo Paradoxopoda, que uniu Myriapoda com Chelicerata ao invés de com outros mandibulados (crustáceos e hexápodes). São várias as características compartilhadas entre os dois grupos que sustentam a hipótese, dentre elas o padrão de neurogênese observado.
Estudos recentes apoiam a monofilia de Chelicerata como o grupo irmão de Mandibulata, em linha com a evidência anatômica de artrópodes mandibulares como um grupo natural. Novos caracteres de mudanças genômicas raras adicionam mais suporte ao Mandibulata; miriápodes compartilham dois supostamente novos microRNAs (genes reguladores não codificadores) com crustáceos e hexápodes que não são compartilhados com queliceratos.

#### Chelicerata (Pycnogonida e Euchelicerata)
Chelicerata é um grupo de artrópodes que possuem como características um corpo dividido em cefalotórax (prossomo) e abdômen (opistossomo), um par de quelíceras, um par de pedipalpos e quatro pares de pernas locomotoras. Os quelicerados existentes foram tradicionalmente divididos em Pycnogonida, que se refere às aranhas-do-mar, e Euchelicerata que tem como integrantes organismos de ordens conhecidas: Aranae (aranhas), Scorpionida (escorpiões), Opiliones (opiliões) e Acari (ácaros e carrapatos). Além destes, Xiphosuria (caranguejos-ferradura), também estão incluídos nesse grupo.
Outra hipótese também merece atenção, que relaciona Pycnogonida como grupo irmão de todos os outros artrópodes e não um grupo irmão de Euchelicerata. Essa hipótese, chamada Cormogonida (nome que se refere aos gonóporos situados no tronco, ao contrário das pernas), foi por bastante tempo aceita e defendida por diversos autores, porém hoje classificar por meio de análises morfológicas e moleculares Pycnogonida e Euchelicerata como grupo irmãos e integrantes de Chelicerata faz mais sentido Características como a presença de quelíceras sustentam esse posicionamento.
Características típicas, como olhos compostos, tronco e mebros artropodizados e apêndices da cabeça especializados, foram adquiridos gradualmente e, quando excluídos do conjunto de dados, junto com fósseis, a ideia de Cormogonida é novamente recuperada.
O registro fóssil de Chelicerata se estende até o início do Cambriano, e é exemplificado por Wisangocaris barbarahardyae do Sul da Austrália e o estreitamente aliado Sanctacaris uncata do Burgess Shale. Em análises filogenéticas, eles estão mais intimamente ligados a Euchelicerata do que Pycnogonida. Muitos quelicerados do Paleozóico têm uma aparência superficial de caranguejo-ferradura e foram agrupados como Synziphosurina.

#### Myriapoda
Os miriápodes são divididos em quatro grupos principais Chilopoda, Diplopoda, Symphyla e Pauropoda. O registro fóssil de miriápodes não é amostrado até meados do Siluriano possivelmente subaquático. Miriápodes e os hexápodes já foram considerados paralifeticos, formando um clado conhecido como Atelocerata, porém, essa hipótese se baseava tão somente na morfologia, sendo rejeitada diante de análises moleculares.
Atualmente, Myriapoda é monofilético, com seus dois clados principais sendo Chilopoda e Progoneata, sendo sustentado por evidencias moleculares. Todavia, as relações internas desse grupo ainda estão longe de serem resolvidas se tratando de um grande conflito entre a filogenia molecular e morfológica. A morfologia tem apoiado uma relação de grupo irmão entre milípedes e paurópodes (clado chamado Dignatha), e também sugeriram que os sínfilanos estão intimamente relacionados ao grupo diplópode-paurópode (esses três grupos juntos constituem Progoneata). Já a filogenia molecular, aponta vários conjuntos de dados moleculares contradizem o clado Dignatha, em favor de um grupo sinfílano-paurópode chamado Edafopoda.

#### Pancrustacea (Hexapoda e Crustacea)
Para Crustacea podem ser citadas como apomorfia, a fusão dos olhos naupliares e dois órgãos segmentares, as glândulas antenais e maxilares, colocando-os provavelmente como não monofilético. A parafilia de crustáceos em relação a Hexapoda era frequentemente questionada e proposto como grupo irmão de Hexapoda, possivelmente, Branchiopoda, Copepoda ou Branchiopoda, mas, com testes moleculares foi possível traçar o parentesco entre Hexapoda, Branchiopoda e Remipedia unido-os em um clado denominado Allotriocarida, com Remipedia sendo o mais aceito até o momento. Do ponto de vista da morfologia, a maioria dos argumentos a favor da monofilia do grupo Pancrustacea, provém de estudos do sistema nervoso através de estudos com uma abordagem chamada de neuropilogenia.
Para Hexapoda, seu registro fóssil conhecido começa no Devoniano, com haxápoda nidificando dentro do clado de Crustacea e sendo monofilético. Estudos recentes sobre a anatomia e o desenvolvimento do sistema nervoso central (SNC) dos artrópodes identificaram muitos outros elementos neurológicos, que parecem singulares a Hexapoda + Crustacea. Nos hexápodes e nos crustáceos, o desenvolvimento do SNC começa com a delaminação das células aumentadas, conhecidas como neuroblastos, da ectoderme (neuroectoderme) de cada segmento. A relação de parentesco entre Hexapoda e Crustacea se dá devidos aos remípedes. Os indivíduos agrupados dentro de Pancrustácea apresentam a mais diversa disparidade nos planos corporais.

## Artrópodes marinhos
Estima-se que existam cerca de dois milhões de espécies de organismos já descritos de todos os habitats. Organismos que habitam o ambiente terrestre têm sido amostrados em maior quantidade do que os aquáticos. Entretanto, os mares são muito mais ricos em níveis taxonômicos. Dentre os diversos grupos de organismos que vivem no ambiente marinho destacam-se os artrópodes.
Os artrópodes constituem cerca de 80% de todas as espécies de animais conhecidos. A enorme capacidade adaptativa desde grupo, fez com que estes conseguissem habitar em praticamente todos os ambientes, dentre eles o marinho.
Os Trilobitomorpha foram artrópodes marinhos de grande abundância no paleozóico, hoje já extintos. Eles ocuparam uma diversidade muito grande de habitats, desde recifes até oceanos profundos, bentônicos ou livre-natantes. Possuíam diversos hábitos alimentares, com indivíduos herbívoros, filtradores, necrófagos e até predadores. A diversidade gigantesca desse grupo pode ser bem exemplificada em uma espécie chamada Agnostus pisiformis. Neste o escudo cefálico e o pigídio eram utilizados de forma parecida a das valvas de um ostrácode. Além do mais, levando em conta os hábitos alimentares, já foi levantado que este poderia atuar como parasita.
Os Hexapoda por sua vez compreendem o grupo com maior número de espécies. Entretanto, somente alguns poucos representantes são marinhos, sendo que 20 ordens têm representantes marinhos. Existem representantes dos Coleoptera, Hemiptera e Diptera, mas os únicos espécimes de insetos que vivem em mar aberto são os do gênero Halobates, embora eles vivam na interface ar-mar. Esses insetos são conhecidos por se deslocarem por sobre a água. Das 46 espécies pertencentes a esse gênero somente 5 são oceânicas, ou seja, vivem em mar aberto, as demais vivem em proximidade ao litoral. Os demais insetos marinhos são conhecidos assim por possuírem pelo menos um dos estágios de seu desenvolvimento em ambiente marinho. Entre os exemplos estão as ninfas de alguns gêneros de Odonata, popularmente conhecidas como libélulas, as lagartas de espécies de Lepidoptera, Orthoptera (gafanhotos) e algumas poucas espécies de Hymenoptera, formigas.
O subfilo Chelicerata constitui um grupo que inclui as aranhas, escorpiões, ácaros, carrapatos, opiliões(Classe Arachnida), e ainda outras duas pequenas classes (Merostomata e Pycnogonida). Dentro da classe Arachnida, existe a ordem Acari, representado pelos ácaros. Estes apesar de viverem predominantemente em ambientes terrestres ocuparam com sucesso os ambientes aquáticos. Contudo, a classe Merostomata e Pycnogonida são mais representativos no ambiente marinho.
Os Merostomata, conhecidos popularmente como caranguejos-ferradura ou límulos (da ordem Xiphosura, que inclui espécies viventes), são quelicerados aquáticos caracterizados por cinco ou seis pares de apêndices abdominais modificados como brânquias e um telson articulado em forma de esporão. Podem ser encontrados na costa noroeste do Atlântico, no Golfo do México, ao longo das costas asiáticas do Japão e Coréia até as Índias Orientais e as Filipinas. Estes vivem em águas rasas sobre fundos macios, migrando para a superfície, no período de acasalamento. Os Euripterida, também pertencentes à classe Merostomata, são comumente conhecidos como escorpiões-marinhos, e já foram extintos. Eram bastante diversificados no Paleozoico, possuindo cerca de 200 espécies. Estes eram predominantemente aquáticos, atuando como grandes predadores de sua época, podendo atingir tamanhos próximos a 100 cm. São os maiores artrópodes já conhecidos, tendo exemplares que atingiram até 2,5 metros de comprimento. Os Pycnogonida constituem um grupo de cerca de 1.000 espécies marinhas, conhecidos popularmente como aranhas-do-mar. Vivem estritamente nos oceanos, desde o ártico e a Antártida até os trópicos, em diversas formas litorâneas, como espécies que vivem em regiões abissais.
O subfilo Crustacea, cuja etimologia vem do latim crusta = crosta, concha, superfície dura + aceus = pertence a, é um grupo representado por animais como caranguejos, siris e camarões. É o único subfilo de artrópodes cujos membros são primariamente aquáticos, sendo a maioria dos grupos marinho. Estudos mostram que muitas espécies são usadas como bioindicadores em vários sistemas aquáticos, pois tem a capacidade de bioacumulação de contaminantes metálicos; são sensíveis a variações de fatores físico-químicos e ambientais. Considerando os estágios de desenvolvimento dos crustáceos, normalmente possuem uma fase larval inicial e a fase adulta. A fase larval é planctônica livre-natante na maioria das espécies marinhas enquanto que na fase adulta são, em geral, bentônicos.
Dentro do subfilo Crustacea, destaca-se a classe Malacostraca, sendo esta a que possui maior número de espécies conhecidas, totalizando 22.651. Entre a grande diversidade dos Malacostraca, os representantes mais comuns fazem parte da ordem Decapoda, com cerca de 10.000 espécies descritas. A maioria dos decápodos é marinha, porém alguns invadiram o ambiente de água doce.
Os crustáceos sempre foram bastante diversificados, compondo grande parte da fauna marinha do período Ordoviciano e da era Mesozoica e Cenozoica, nestas últimas representaram a grande maioria da fauna de artrópodes. Sabe-se que dos 5800 gêneros de artrópodes marinhos destes períodos, 2600 destes são crustáceos, perdendo somente em número para os trilobitas. Os três grupos de artrópodes mais representativos no registro fóssil são: ostrácodes (o grupo com maior registro fóssil entre os crustáceos), cirripédios e malacóstracas (estes foram muito representativos no mesozoico, isso se deve a grande diversificação dos decápodes). Importantes grupos de artrópodes marinhos atuais, como por exemplo os copépodos, o grupo mais abundante em ecossistemas marinhos pelágicos - possuem um registro fóssil bastante pequeno.

## Artrópodes do solo
Na fauna dos solos são encontrados os Artrópodes do subfilo Hexapoda, que são os insetos, principalmente com as classes Coleoptera (besouros) e Hymenoptera (formigas), os do subfilo Myriapoda (Diplopoda, Chilopoda, Pauropoda e Symphyla) e os da classe Arachnida (aracnídeos).

### Características que se associam a este tipo de vida
São características a presença de peças bucais (mandíbulas, maxilas, quelíceras, pedipalpos) que estão adaptadas para a mastigação e a sucção. A respiração é feita através de traqueias ou filotraqueias, sistema nervoso ganglionar. Os órgãos dos sentidos são bastante especializados: Antenas que são quimiorreceptoras, olhos que podem ser simples ou compostos, alguns possuem órgãos gustativos e auditivos.
Estes animais são encontrados, em sua maioria, na camada mais externa do solo, conhecida como serapilheira ou liteira (espécies edáficas). As espécies que habitam os espaços dos horizontes minerais abaixo da camada de serapilheira são conhecidas como euedáficas.

### Artrópodes de grandes profundidades
Em 2010, foram encontradas quatro novas espécies de colêmbolos (pequenos artrópodes com seis pernas e parentes próximos dos insetos) na caverna mais profunda do mundo, com mais de dois quilômetros abaixo do solo, Krubera-Voronja (Cáucaso). O artrópode proveniente das maiores profundidades até hoje descrito foi coletado a mais de 1980 m da superfície do solo e nomeado Plutomurus ortobalaganensis. As outras três espécies encontradas são: Anurida stereoodorata, Deuteraphorura kruberaensis e Schaefferia profundísima.
Os quatro artrópodes descritos podem ajudar a perceber como os animais se adaptaram ao longo de milhares de anos, para se adaptar à vida subterrânea. Esses artrópodes não possuem pigmentação no corpo, nem nos olhos, e uma das espécies orienta-se no escuro por antenas capazes de captar informação sobre o seu meio ambiente. Eles se alimentam de um fungo que cresce no solo das cavernas, contribuindo para a reciclagem da matéria orgânica.

### Biodiversidade no Pantanal de Poconé: Fauna de Artrópodes de solo
No Pantanal mato-grossense foram feitas coletas na região de Pirizal por Figueiredo (2007), Oliveira-Silva (2007), Tissiani (2009) e Anjos (2009), e em áreas vizinhas por Pinho (2003), Castilho (2005) e Battirola (2007). Nessas áreas do Pantanal há uma ocorrência e desenvolvimento de migrações horizontais e verticais por parte dos artrópodes terrestres, que são estratégias de sobrevivência durante períodos de cheia. E nas coletas acontecidas, em 2007, foram coletados 29.321 artrópodes distribuídos entre insetos (Hexapoda), aracnídeos (Arachnida) e miriápodes (Myriapoda). Os insetos somaram 82,2% do total de artrópodes coletados, e os grupos predominantes, ou seja, que mais se locomoveram no solo foram os colêmbolos (Collembola), besouros e himenópteros (Hymenoptera), a maioria formigas, correspondendo, respectivamente, a 39,5%, 20,4% e 17,3% do total de insetos amostrados na grade do Pirizal. Os aracnídeos compreenderam 17, 6% dos artrópodes e foram representados por 15,8% de ácaros (Acari) e 0,9% de aranhas.
Alguns táxons de miriápodes comuns na Amazônia, como sínfilos (Symphyla) e paurópodes (Pauropoda), são pouco encontrados no Pantanal e outros como diplópodes (Diplopoda), conhecidos como piolhos-de-cobra ou centopeia, e quilópodes ou lacraias (Chilopoda), apresentaram baixa densidade nesta região.

## Diversidade de artrópodes na Amazônia
A floresta amazônica é a ecorregião com maior diversidade biológica da Terra. De todas as espécies conhecidas no mundo, aproximadamente 10% são encontradas na floresta amazônica. Mas a maioria das espécies ainda é desconhecida ou mesmo não foi descrita, principalmente de artrópodes. Alguns estudos científicos indicam que para cada espécie de mamífero existem trezentas espécies de artrópodes nas florestas tropicais. 
Mais de 90% das espécies animais da Amazônia são insetos. Alguns cientistas estimam que 30% da biomassa animal da Bacia Amazônica é composta por formigas. As formigas podem facilmente superar em massa todos os outros vertebrados em uma parcela de floresta tropical de várzea.
Apenas a riqueza total de espécies de artrópodes do dossel florestal amazônico pode chegar a 20 milhões. Apesar da grande diversidade de artrópodes existente na Amazônia e da sua importância no funcionamento dos ecossistemas, a maioria dos grupos, principalmente de insetos, é pouco conhecida, como resultado da pouca ênfase que tem sido dada aos invertebrados em programas de conservação e da carência de taxonomistas e entomólogos que estudem as espécies amazônicas.

## Artrópodes de água doce
Os artrópodes constituem o grupo mais abundante dos macroinvertebrados aquáticos. Os insetos e os crustáceos representam grande parte dos artrópodes encontrados em rios.Os principais problemas que os insetos aquáticos apresentam no ambiente aquático são o suprimento de O2 deficitário e o movimento da água dificulta permanência num só ponto e movimentar-se dentro da água é difícil. Os insetos tiveram que se adaptar ao meio aquático através de modificações no sistema respiratório como:
- Sistema respiratório fechado – Respiração cutânea e respiração por pigmentos respiratórios.
- Sistema respiratório aberto – Respiração através de sifão e respiração através de brânquia física.

Os insetos também apresentaram outras adaptações para o ambiente aquático, como as adaptações lóticas, onde os insetos que vivem nestes sistemas tendem a ser dorsoveltralmente achatados, algumas vezes com pernas lateralmente projetadas. Insetos aquáticos podem ser bioindicadores no meio ambiente e conseguem se desenvolver em ambiente aquático temporário através da deposição de ovos resistentes a desidratação e a um ciclo de vida rápido.

### Ordens dos insetos aquáticos encontrados em rios
- Ordem Odonata (libélulas e libelinhas) – As ninfas podem ser encontradas nas águas de rios e os adultos em suas proximidades. São benéficas para os seres humanos porque, são vorazes predadores aquáticos e ajudam no controle de pragas de insetos.
- Ordem Ephemeroptera – O nome efêmera está relacionado com o fato do adulto viver apenas poucas horas, sem se alimentar, dedicadas apenas a reprodução e a postura dos ovos da geração seguinte. Ocorrem em ambientes aquáticos lênticos e lóticos, sendo a maior diversidade encontrada em rios de cabeceira.
- Ordem Coleoptera ( Besouros ) – São encontrados numa grande variedade de ambientes, representando o maior grupo de artrópodes de água doce, ocupam riachos, lagos, poças d’água, estuários e pântanos. Ocupam diversos níveis da cadeia trófica e um grande numero é consumido por peixes e aves aquáticas. Os coleópteros verdadeiramente aquáticos são aqueles que apresentam um ou mais estágios exclusivamente em ambientes aquáticos. Entre as principais adaptações estão o corpo hidrodinâmico, as pernas em forma de remos para natação.
- Ordem Diptera (moscas e mosquitos) – É um dos grupos de insetos mais diversos são encontrados praticamente em qualquer habitat entre eles rios e riachos de todo tamanho e velocidade. Algumas espécies possuem discos adesivos como adaptação para viver em riachos conforme a correnteza.
- Ordem Hemiptera (percevejos, barbeiros ou barata d’água) – Alguns barbeiros aquáticos podem chegar a 100mm, podem ser predadores e com pernas dianteiras raptoriais e costumam se alimentar de girinos, salamandras, caramujos, lesmas e pequenos peixes.
- Ordem Lepidoptera (borboletas) – Existem espécies com larvas que se alimentam de plantas aquáticas em ambientes lóticos.
- Ordem Trichoptera (moscas d’água) – São animais que se assemelham mais ou menos com as mariposas, todas as famílias ocorrem em ambientes lóticos, a maioria das espécies exige água de boa qualidade.
- Ordem Plecoptera – Possui ninfas que podem ser encontradas em águas correntes limpas, vivem em rios e riachos, apresentando preferência por águas rápidas.
- Ordem Collembola – No ambiente aquático, encontram-se na superfície da água e associados a plantas emergentes.

### Crustáceos encontrados em rios
Os aeglídeos (caranguejos) constituem um grupo ecológico de decapodos anomuros que vive embaixo de pedras e folhas do substrato dos cursos de águas continentais como rios, riachos, lagos e cavernas. São importantes nas cadeias tróficas dos cursos d’água servindo de alimento para peixes, aves e jacarés. São considerados eficazes predadores de larvas aquáticas de insetos, especialmente dos simulídeos hematófagos, popularmente conhecidos como borrachudos. Os Cladoceros (pulgas-d’água) e Copepodos, importantes na composição da fauna de invertebrados aquáticos, podem ser encontrados em curso d’água mais lentos, geralmente nas margens associados a macrofitas aquáticas, algumas espécies podem ser parasitas de peixes.

### Chelicerados encontrados em rios
Entre os Chelicerata, a ordem Acari (ácaros) tem o maior número de representantes associados a ambientes aquáticos. Os adultos atingem geralmente um tamanho de 0,5 mm até 2 mm. Ocorrem em todos os corpos d’água, em cavidades de arvores, nascentes quentes e cascatas.

## Crustáceos
Cladocera são os filópodes mais bem sucedidos; a maioria é de água doce, são de pequeno porte, conhecidos também como pulgas-d'água. A maioria das espécies vive preferencialmente na região litorânea de ecossistemas lacustres. Nem todos os cladóceros de água doce são planctônicos (por exemplo, a família Macrothricidae não tem representante no plâncton). Os cladóceros planctônicos mais frequentes em água doce pertencem às famílias: Sididae, Daphniidae, Bosminidae e Chydoridae, sendo que os representantes da última família frequentemente são encontrados fazendo parte dos bentos.
Copépodos formam com os cladóceros os organismos mais típicos do chamado plâncton de rede. Mesmo sem equipamento, podem ser facilmente reconhecidos pelo seu corpo alongado. Os copépodes habitam os mais diferentes ambientes aquáticos, tais como água doce, salobra, salgada e mesmo terras úmidas. As formas planctônicas são, na grande maioria, de pequeno tamanho. As principais ordens de copépodes com representantes no plâncton de água doce são: Calanoida, que são essencialmente planctônicas, Cyclopoida, que têm representantes planctônicos e bentônicos, e Harpacticoida cuja maioria é bentônica.
Anostraca (artêmias) são relativamente pequenos e habita regiões interiores, mas não necessariamente só ambientes de água doce. As 200 espécies conhecidas de anóstracos ocorrem em lagos salgados e lagoas e alagados temporários de ambientes úmidos.
Notostraca contém apenas 10 espécies bentônicas pertencentes aos gêneros Triops e Lepidurus, encontrados e águas interiores, calmas e livre de peixes.
Ostrácodes são microcrustáceos diminutos encontrados na maioria dos hábitats tanto de água doce como marinhas. Na água doce ocorrem em lagos, lagoas e fontes termais, são espécies cavadoras e intersticiais, podendo também viver em algas e plantas aquáticas.
Decápodes são muito frequentes em águas continentais brasileiras; são representados por várias espécies do gênero: Euryrhynchus, Macrobrachium, Palaernonetes e Pseudopalaemon (KENSLEY & WALKER, 1992); os decápodes representam os chamados camarões de água doce.
Os Misidáceos são peracáridos pequenos, encontrados em hábitats de água doce, salobro e marinho, têm maior importância em lagos de regiões temperadas, uma vez que habitam preferencialmente águas frias.
Anfípodes são pequenos frequentemente encontrados em grande número e alta diversidade em ambientes aquáticos; os Gammaridea são os únicos anfípodes em hábitats de água doce, nos quais são bentônicos e ecologicamente importantes, em especial na vegetação.
Os Isópodes são, na sua maioria, terrestres e marinhas e somente poucas espécies são de águas continentais. Muito pouco é conhecido sobre a ecologia e o papel destes organismos na dinâmica de águas continentais.

### Insecta
Os insetos planctônicos são muito raros. Somente alguns grupos de Diptera na fase larval têm representantes no plâncton, dentre estes a larva de Chaoborus (=Comethma) é a mais importante. O gênero Chaoborus da família Chaoboridae é encontrado em todos os tipos de ambientes lacustres, desde pequenas lagoas temporárias, até grandes lagos permanentes. Uma de suas características mais importantes é a alternância diária de hábitat: à noite são planctônicos e durante o dia são bentônicos. Grande número de insetos são aquáticos ou têm parte de seu ciclo de vida na água. Em ambos os casos, a grande maioria das larvas destes organismos é bentônica. Dentre os grupos de insetos que têm representantes nos bentos continentais (principalmente sob a forma larval), destacam-se os dípteros, ephemerópteros, plecópteros, odonata, hemípteros, coleópteros, neurópteros, tricópteros e lepidópteros. De todos estes grupos, os dípteros são os que têm maior importância, visto que os seus principais representantes aquáticos quironomídeos e caoborídeos, são encontrados, via de regra, em grande número.

### Chelicerata
Araneae – São encontradas na maioria dos ambientes terrestres, mas existe uma única espécie que vive em água doce, abaixo da superfície, a Argyroneta aquática (Argyronetidae) da Eurásia, é cursória; vive e caça abaixo da superfície da água.